# Rivière Bartouille
Pour les articles homonymes, voir Bartouille.
La rivière Bartouille est un affluent de la rive est de la rivière Laflamme, coulant dans le territoire non organisé de Lac-Despinassy, dans la municipalité régionale de comté (MRC) de Abitibi, dans la région administrative de l’Abitibi-Témiscamingue, au Québec, au Canada.
La rivière Bartouille coule en territoire forestier et de marais dans les cantons de Bartouille et de Laas. La foresterie constitue la principale activité économique de ce bassin versant. La surface de la rivière est habituellement gelée du début de décembre à la fin d’avril.

## Géographie
Les bassins versants voisins de la rivière Bartouille sont :
- Côté nord : rivière Laflamme, rivière Castagnier, rivière Bigniba, rivière Bernetz ;
- Côté est : rivière Taschereau, rivière Bell ;
- Côté sud : rivière Ducros, ruisseau Charlemagne, ruisseau Després, rivière Taschereau ;
- Côté ouest : rivière Laflamme, ruisseau Lavigne, ruisseau Hurault, rivière Vassal.

La rivière Bartouille prend sa source à la confluence de ruisseaux forestiers en zones de marais au nord-est du lac Despinassy, du côté sud-est du chemin de fer. Cette source est située entre ce dernier lac et le bassin versant de la rivière Taschereau.
À partir de sa source, le cours de la rivière Bartouille coule sur 20,2 km selon les segments suivants :
- 9,5 km vers le nord traversant des zones de marais, jusqu’à un ruisseau (venant du sud-est) ;
- 4,9 km vers le nord-ouest traversant des zones de marais, jusqu’à un ruisseau (venant du nord) ;
- 5,8 km vers le sud-ouest, jusqu’à sa confluence[2].

La rivière Bartouille se déverse sur la rive est de la rivière Laflamme. Cette confluence de la rivière Bartouille est située à :
- 43,7 km au sud de la confluence de la rivière Laflamme avec la rivière Bell ;
- 28,7 km au nord-ouest de l’embouchure du lac Parent (Abitibi) ;
- 12,5 km à l'ouest de la route 113 ;
- 20 km au nord du centre du village de Despinassy ;
- 28,0 km au sud-est du centre du village de Lebel-sur-Quévillon ;
- 59,3 km au nord du centre-ville de Senneterre (ville) ;

## Toponymie
Le terme « Bartouille » évoque le souvenir d'un lieutenant du régiment de Berry de l'armée de Montcalm. En 1758, il occupa la fonction de major de l'armée française à la bataille de fort Carillon (NY) contre les troupes britanno-américaines. Son prénom reste inconnu et ce qu'il adviendra de lui après 1760. Ce terme désigne aussi dans les environs un canton, un arrêt ferroviaire et une halte routière.
Le toponyme « rivière Bartouille » a été officialisé le 5 décembre 1968 à la Commission de toponymie du Québec, soit lors de sa création.